# Zomba (dystrykt)
Zomba – jeden z 28 dystryktów Malawi, położony w Regionie Południowym. Stolicą dystryktu jest miasto Zomba.

## Demografia
Według danych z 2008 roku, populacja dystryktu wynosiła 670 533 osób.

## Sąsiednie dystrykty
- Dystrykt Balaka – północny zachód
- Dystrykt Chiradzulu – południowy zachód
- Dystrykt Blantyre – zachód
- Dystrykt Machinga – północ
- Dystrykt Mulanje – południe
- Dystrykt Phalombe – południowy wschód